# Случай в Сокорро
Известный случай контакта с НЛО третьего уровня произошёл в 1964 году в Нью-Мексико. Он широко освещался и расследовался. По мнению исследовавшего этот случай Аллена Хайнека, это «одно из крупнейших наблюдений НЛО за всё время изучения феномена представителями ВВС».

## Наблюдение НЛО

Лонни Замора

24 апреля 1964 года, в 17:45, преследуя превысивший скорость «шевроле», полицейский — сержант Лонни Замора (англ. Zamora) — выехал из города Сокорро на автостраду 85. Внезапно он услышал громкий рёв и увидел вспышку пламени. Он решил, что поблизости произошёл взрыв. В отчёте он вспоминал: «Подумал, что взорвался склад с динамитом, погоню решил прекратить. Пламя было голубоватое, с оранжевыми проблесками. Размеры его не сумел определить. Пламя было устойчивым. Медленно опускалось. Управление машиной мешало за ним следить. Пламя было узкое. Оно как бы струилось вниз и было похоже на раструб, верхняя часть была уже, чем нижняя. Шириной в три градуса, не более. Дыма не видел, но отметил лёгкое волнение внизу. Пыль? Возможно, причиной был ветер: дуло крепко. А небо ясное, солнце, кое-где рассеянные тучки».

Набросок яйцевидного объекта, сделанный Заморой

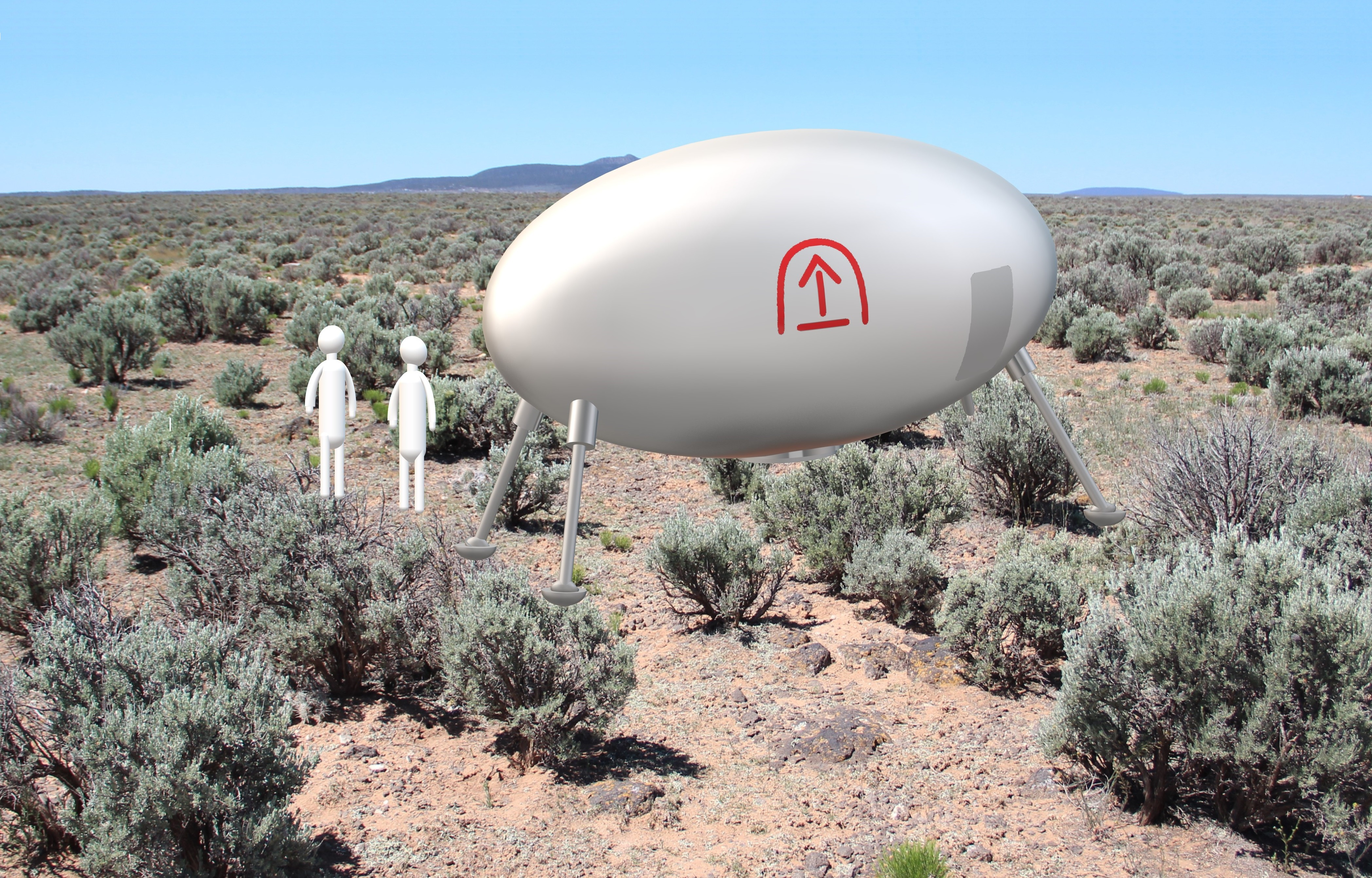
Художественное изображение объекта с двумя фигурами рядом с ним

Замора свернул с шоссе на грунтовую дорогу, ведущую к складу. Когда он с третьей попытки поднялся на холм, то звук стал низкочастотным и утих. Замора заметил в 150 метрах от шоссе, между двумя холмами, нечто, похожее на серебристую автомашину. Рядом с «автомашиной» находились две человекоподобные фигурки, как будто одетые в белые комбинезоны. «Тех двоих я видел недолго, когда остановился секунды на две, чтобы рассмотреть объект. Ничего необычного: ни головных уборов, ни шлемов. Люди как люди. Приземистые взрослые или рослые мальчишки». Было похоже, пишут все источники, что существа испугались Заморы, одно из них «обернулось к автомобилю и вздрогнуло от удивления».
Предположив, что произошла авария, Лонни вызвал подмогу. Объехав холм, Замора подъехал к объекту на расстояние 100 футов от него и заметил, что то, что он принял за машину, является яйцевидным объектом не более 15 футов в длину, соединённым с землёй чем-то, похожим на подпорки. Никаких существ больше не наблюдалось. На объекте был красный узор («знак») размером 2 на 2,5 фута: дуга, ниже «стрелка», направленная вверх, а под ней — горизонтальная полоска.
2—3 раза был слышны хлопки, разделённые 1—2-секундным промежутком. Снизу объект стал ярко освещённым, из нижней его части вырывался голубой, с оранжевой каймой, огонь. Послышался всё усиливавшийся рёв, и Замора, испугавшись возможного взрыва, упал на землю за своей машиной и закрылся руками. Когда шум прекратился, он выглянул и увидел, что объекта на земле уже не было. Замора: «Меня до смерти перепугал этот рёв. Я посмотрел наверх и увидел, что эта штука удаляется от меня… Объект двигался по прямой линии на небольшой высоте, возможно, в футах 15 над землёй, издавая такие звуки, как если бы в трёх футах от вас взрывались динамитные шашки… Он двигался очень быстро… Потом рёв прекратился. Я услыхал что-то вроде завывания… затем настала мёртвая тишина» (NT). Несколько секунд НЛО был в воздухе, а затем улетел в юго-западном направлении, чуть не задев крышу склада взрывчатки.

## Обследование места происшествия
Вскоре прибыло вызванное Заморой подкрепление — сержант Сэмюэль Чавес из полиции штата Нью-Мексико. Вместе они приступили к обследованию территории, на которой, по утверждению Заморы, наблюдался НЛО. На том месте, где объект соприкасался с землёй, были обнаружены 4 вмятины глубиной в несколько дюймов. Эти вмятины располагались так, словно они были вершинами четырёхугольника, составленного из двух равнобедренных треугольников с общим основанием. Также на земле были обнаружены 4 участка со следами копоти, 3 из которых находились в пределах воображаемого четырёхугольника, а 1 — вне его. На этом месте догорал кустарник, когда они его потрогали, то тепла не ощутили.
25 апреля на место происшествия прибыл агент ФБР Артур Бернс из Альбукерке, вместе с армейским капитаном Ричардом Холдером и начал производить измерения, набрасывать план следов и фотографировать их. 26 апреля также приехали майор Уильям Коннор и сержант Дэвид Муди с авиабазы ВВС Киртланд. Из-за этого к явлению было привлечено внимание.

### Прибытие Хайнека
За расследование случая взялся консультант ВВС по вопросам НЛО, уфолог Дж. Аллен Хайнек. Проследовав вместе с хронометром за Заморой, воспроизводящим все свои действия 24 апреля, он не нашёл противоречий с его рассказом.
Опросив владельца находившейся рядом бензоколонки, он выяснил, что тот не позже 18:00 разговаривал с клиентом, сказавшим, что видел странный «вертолёт», который его «чуть с дороги не снёс на южной окраине». Этот «вертолёт» «приземлился прямо на холме, и к нему спешила патрульная машина».
Участникам проекта по изучению НЛО «Синяя книга» Хайнек предоставил описание этого случая, который он назвал «неподдающимся классификации».

## Символ на корабле

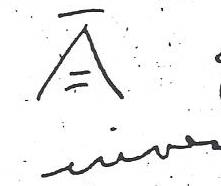
Изображение символа, сделанное Хайнеком

Изначальные показания Лонни Заморы по поводу объекта включали также описание символа на корабле в виде перевёрнутой буквы V с тремя горизонтальными полосками. Наличие именно этого символа также подтвердил Джозеф Аллен Хайнек. Однако позже Замора описывал символ по другому: дуга, стрелка и горизонтальная полоска под ней. Доподлинно неизвестно, почему Замора сменил показания. Рэй Стэнфорд считает, что сменить показания Замору вынудили власти. Также имеется мнение, что первый символ Замора рисовал специально, дабы вычислить лжецов, и истинным символом является "зонтик".

## Предлагавшиеся объяснения
Секретный американский летательный аппарат
В архиве «Синей книги» содержится письмо на имя заместителя начальника Технологического управления ВВС, в котором рассматривается возможность того, что Л. Замора мог наблюдать лунный отсек корабля «Аполлон», совершавший испытания в земных условиях. В письме указывается, что результаты опросов приблизительно 15 компаний, имеющих отношение к НАСА, исключали такую возможность.
Плазменное образование
Известный уфолог-скептик Филип Дж. Класс предложил гипотезу, по которой НЛО, наблюдавшийся Л. Заморой, представляет собой сгусток плазмы. «Подпорки» представляют собой ветви кустарника. Гуманоиды в белом являются также плазмой, способной оставить углубления в земле. Однако такая версия не способна объяснить происхождение рёва, а потому была отвергнута.
Мистификации
- для привлечения туристов

Ф. Дж. Класс предложил гипотезу, по которой мэр города, будучи банкиром, решил привлечь туристов в Сокорро, инсценировав появление НЛО. Класс приводит тот факт, что несмотря на упоминание о мощной огненной вспышке, ветки, которые неминуемо должны были сгореть, остались нетронутыми.
- с целью розыгрыша очевидца

Не менее известный уфолог-скептик Дональд Мензел, изучив вырезки об этом случае, предположил, что происшествие было инсценировано подростками — любителями автомобилей в отместку за штрафы. Один из них якобы нарушил правила движения на дорогах и, спровоцировав Замору на погоню, вывел его за пределы города. Тем временем его сообщники запустили изготовленный из картона и фольги воздушный шар, который привлёк внимание Заморы.
Хайнек всё же навёл справки в метеостанции и выяснил, что запущенный 24 апреля в 17 часов воздушный шар полетел бы не на юго-восток, а на северо-запад.

## Последствия
Сержант Замора так устал из-за своей известности, что уволился из полиции Сокорро. Став управляющим одной из бензозаправок, он старался избегать общения с уфологами и ВВС. 2 ноября 2009 года он умер от сердечного приступа в возрасте 76 лет.